# 恩珠仓·贡布扎西

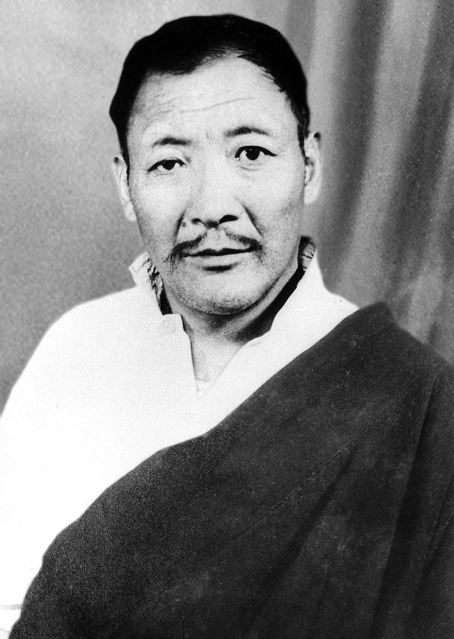
恩珠仓·贡布扎西

恩珠仓·贡布扎西（藏語：ཨ་འབྲུག་ཚང་མགོན་པོ་བཀྲ་ཤིས，威利转写：a vbrug tshang mgon po bkra shis，THL：Adruktsang Gonpo Tashi；1905年—1964年9月27日）藏族，四川理塘人，四水六岗卫教军早期领导人。

## 生平

### 早年生涯
恩珠仓·贡布扎西青年时期参加了家乡所谓的“自卫团”马队，当了马匪。1942年，来到拉萨承袭其家族恩珠仓的事业，成为了商匪。曾赴印度、尼泊尔等地经商和抢劫。他的亦商亦匪生涯使他拥有了大量财产，有很强的民族意识。

### 成立“四水六岗”
1957年4月，四川康区暴动首领之一的恩珠仓·贡布扎西开始将各地分散的暴动骨干集合起来。同年4月21日，恩珠仓·贡布扎西在拉萨召集各地逃到拉萨的暴动骨干，筹建“四水六岗”（藏语“曲细岗珠”）组织。西藏噶厦噶伦柳霞·土登塔巴、夏苏·久美多吉到场表态支持。5月20日，“四水六岗”宣布成立，并决定向达赖献“金宝座”，以通过募捐而筹集资金，并由此将周边省份藏区的上层人物、来到西藏的暴动分子、印度噶伦堡的藏独人士联合起来。7月4日，恩珠仓·贡布扎西在拉萨集合了西藏及甘肃、青海、四川、云南藏区暴动分子千余人，以“四水六岗”的名义在罗布林卡向达赖敬献“金宝座”，并向达赖递交“报告书”，请达赖统管整个“四水六岗”地区，以使这些地区像西藏一样实行“六年不改”（指六年不实行“民主改革”）的政策，实际上是想永远不改。达赖接受了“金宝座”及金灯、银碗等物品，并且向参加献礼仪式的甘肃、青海、四川、云南藏区的五百名代表挂哈达。噶厦以达赖的名义向参加仪式的人员回赠了礼品。
1957年8月，“四水六岗”公开提出“保卫宗教”、“政教永存”及藏独等纲领口号。西藏噶厦下令哲蚌寺、色拉寺、甘丹寺这拉萨三大寺以及西藏各宗谿均要支持“四水六岗”。“四水六岗”的领导人同藏军及三大寺代表召开会议，决定将所有的武装统一在“四水六岗”的组织内。1957年底，西藏噶厦未经过西藏自治区筹备委员会及中央人民政府驻藏代表，便调整了西藏的传统行政区划，大量调整官员，新委任了一批官员担任宗本、基巧。

### 成立卫教军

四水六岗卫教志愿军的旗帜

1957年春，美国中央情报局和嘉乐顿珠、当彩活佛、夏格巴等人秘密合作，从恩珠仓·贡布扎西的暴动武装骨干中挑选了6名来自四川理塘的青年，送往西太平洋塞班岛的美国军事基地接受特工训练。在美国的当彩活佛及一位蒙古喇嘛任顾问及翻译。除了塞班岛之外，美国还在本土科罗拉多州高海拔的海尔营地分批训练康巴“游击队员”170人。
1958年春，甘肃、青海藏区也发生暴动。四川藏区的暴动仍在扩大。中国人民解放军对这些地区进行镇压，暴动武装纷纷失败，逃到西藏拉萨的便有5000多人。其中，以从康区逃来的暴动武装为主力，主要分为四大派。一是夏格仓·朗加多吉领导的四川德格、邓柯地区的暴动分子。二是恩珠仓·贡布扎西领导的四川理塘、乡城地区的暴动分子。三是芒左桑松系统，其主要成员为昌都地区南部的宁静、左贡、桑昂曲宗（察隅）、四川义敦县的暴动分子。四是直乌康巴系统，其主要成员为甘孜大金寺的吉索、甘孜县县长贡噶江村领导的四川甘孜、道孚、炉霍等地的暴动分子。此外，还有来自甘肃、青海的暴动武装。他们由“四水六岗”统一指挥。
1957年底，美国中央情报局将接受了特工训练的理塘的阿塔、洛孜二人空投至山南的桑日宗。二人携电台潜入拉萨，同恩珠仓·贡布扎西取得联系。1958年1月，由恩珠仓·贡布扎西引见，二人在罗布林卡同达赖的副官长帕拉·土登维登密谈。帕拉通过二人向美国政府传递消息，要美国对西藏的独立给予“支持和援助”。1958年6月15日，恩珠仓·贡布扎西带着二人及拉萨附近的部分暴动武装离开拉萨，赴山南地区的哲古宗（今属措美县），会合从四川康区经印度、锡金自亚东进入西藏的暴动分子，创建了根据地。6月24日，恩珠仓·贡布扎西召开了有27支暴动武装的首领参加的会议，成立了“四水六岗卫教志愿军”（以下简称“卫教军”），以作为“四水六岗”指挥的武装。该军人数达3000人。卫教军由恩珠仓·贡布扎西任司令，甲马仓·桑培、夏格仓·朗加多吉、桑都仓·洛年扎等人任副司令。卫教军总部通过美国特工阿塔、洛孜和美国中央情报局建立了无线电联系，将卫教军成立情况拍摄成电影带往国外，交给美国中央情报局。不久，中央情报局向卫教军三次空投军火及物资，并通过“麦克马洪线”以南的印度控制区从陆路运送武器进入西藏。山南地区由此成为暴动武装的大本营。

### 争取武器的转战
1958年8月18日，中共中央書記處总书记邓小平在北京同西藏军区司令员张国华、副司令员邓少东谈话时，对西藏局势及应对方针作出指示，要求巩固阵地、维护交通，解放军不要轻易上阵。此时卫教军已组建完成。恩珠仓·贡布扎西派藏籍美国特务阿塔自山南到印度，请求美国中央情报局空投支援。美国随即向山南哲古附近空投武器弹药。但卫教军方面认为武器仍远不够。
1958年8月12日，恩珠仓·贡布扎西率750多名叛軍、近千匹骡马，自山南哲古开拔，在曲水以西的娘索渡口渡过雅鲁藏布江，北进至南木林宗。9月5日，该武装来到甘丹青柯寺，取走了噶厦军械库内的武器弹药。9月15日，该武装离开南木林宗，准备原路返回山南，途中于9月17日在乌郁宗（后来成为南木林县乌郁乡）以东的马所拉，伏击了西藏军区门诊部派往日喀则为部队进行体检的汽车，杀害了全体16名医护人员。西藏军区随后命令驻拉萨的两个团各抽一部，堵截恩珠仓部武装，9月20日在尼木宗成功阻击了该武装，毙伤并俘虏其一部，其主力转向东北方向逃走。西藏军区部队进行追击达14个昼夜。10月9日，恩珠仓部武装撤至墨竹工卡东北方向的旦竹松多，准备跨川藏公路南渡雅鲁藏布江回山南，但遭西藏军区参谋长王亢指挥围歼，共有40多人遭毙伤或俘虏，恩珠仓身负重伤後率残部向东撤退，于10月27日抵达边坝。

### 边坝经历

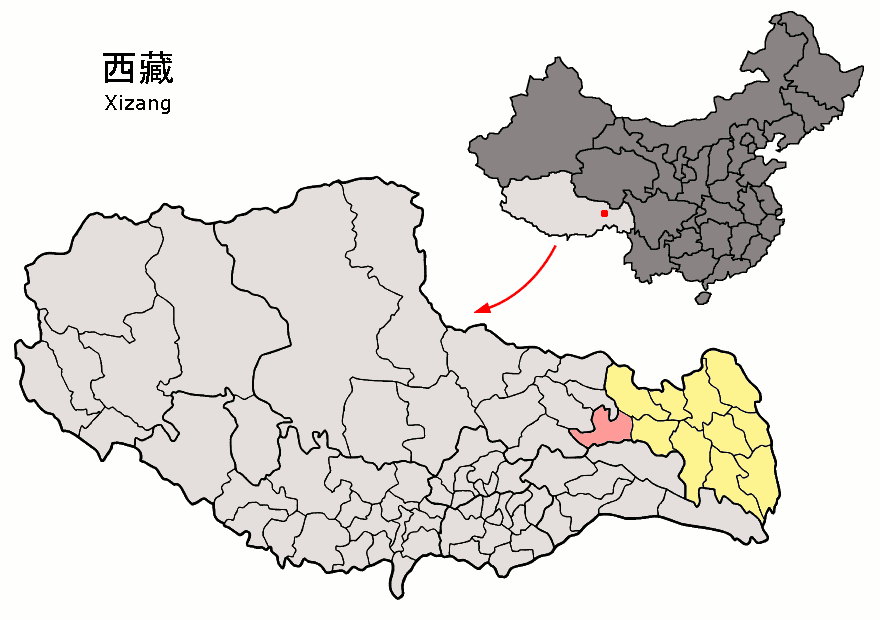
地图中粉红色为边坝县，包括该县在内的黄色部分为昌都地区

1958年冬，恩珠仓·贡布扎西率“卫教军”一部撤至边坝地区，在恩达、丁青、嘉黎、扎木之间以边坝为中心的地区建立根据地。
1959年1月4日拂晓，恩珠仓·贡布扎西率领硕般多、边坝、洛隆等地人员，及波密地区松宗的暴动领袖蔡刀等部，共计1600多人，向中共扎木中心县委发动突然袭击。中共扎木中心县委副书记孟宪民率县委机关工作人员及中国人民解放军第158团1个加强排共60多人进行抵抗，连续击退3次进攻，坚守县委，直到1月24日由拉萨赶来的中国人民解放军援军抵达。恩珠仓·贡布扎西随后率部来到八宿，取走了一些武器弹药，继续活动。
1959年藏区骚乱爆发后，1959年秋冬，以边坝为中心的地区已有一万余人的武装，占西藏暴动武装数量的43%，其中骨干有5000多人，各种枪支6000多支。1959年9月以后，美国中央情报局在该地区空降藏籍美国特务扎西仁登等17人，还空投了高射机枪、无后座力炮、30式步枪、手榴弹等武器弹药及电台等物资8个架次。1959年10月，该区域的武装人员在边坝组成了“四水六岗卫教志愿军总部”及最高指挥机构“团结会”。比如寺活佛夏仲、边坝寺活佛阿旺洛桑、强巴林寺第二大活佛谢瓦拉等人为首领，德格小土司乌嘎、江达头人齐美公布、丁青头人呷日本·才旺多吉、松宗头人蔡刀、边坝宗本秘书普顿堆等十多人为各路军队的司令。
1960年初，边坝地区被中国人民解放军西藏军区划为“一号地区”，由丁指直接指挥约1.8万人的兵力进行围歼。参战的中国人民解放军部队于2月25日前进到战区边沿集结，形成合围态势，2月29日开始战役，3月22日起开始全面搜剿，经过连续25天搜剿，毙伤及俘获包括大部分空降特务及骨干在内的一万多名“叛乱分子”，俘获了夏仲、乌嘎、康多嘎多、普顿堆、齐美公布、呷日本·才旺多吉，缴获大批武器弹药，将该地区武装消灭。1960年3月26日， 中央军委通报嘉奖参加一号地区平叛的中国人民解放军部队。

### 转赴木斯塘

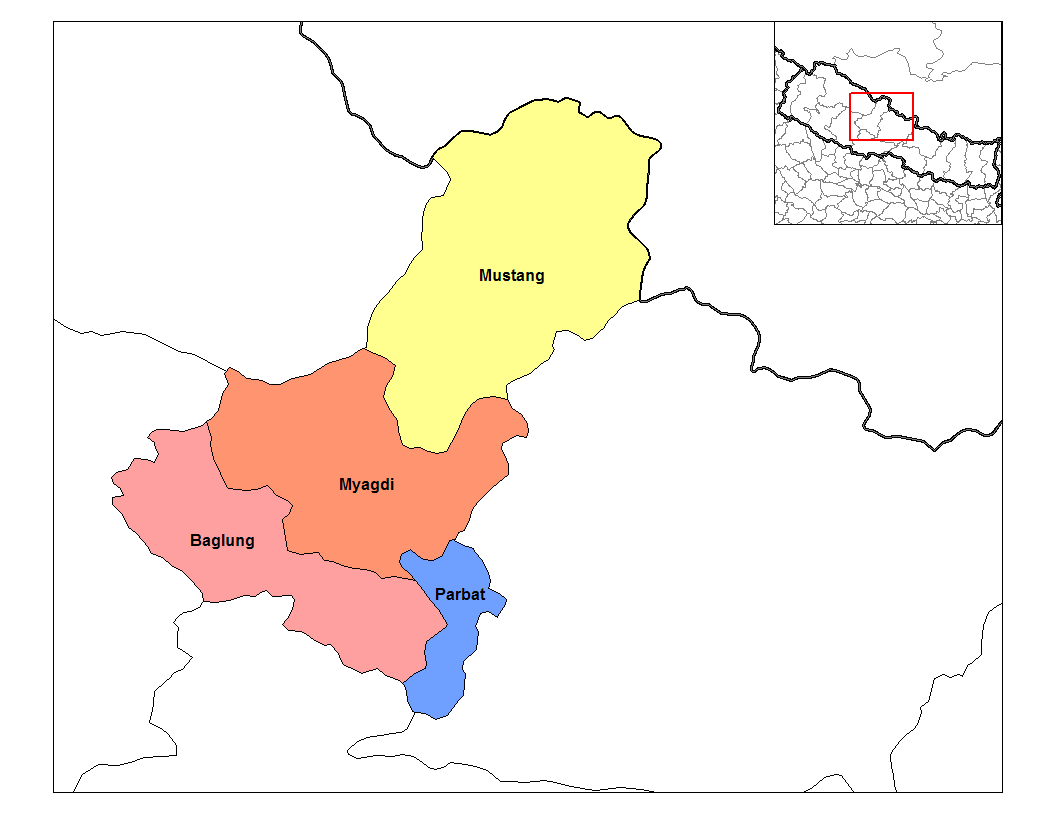
地图中黄色部分为尼泊尔的木斯塘。其北即中国西藏自治区。

1960年9月，四水六岗卫教志愿军在尼泊尔木斯塘重新组建，首任总指挥为恩珠仓·贡布扎西。卫教军此后在中国边境地区进行了十年的军事袭扰。恩珠仓·贡布扎西在回忆录《四水六岗》中称，“组织了一系列向中国哨所的进攻”，“有时，一二百人的西藏游击队的活动深入中国占领区达100英里”。达赖曾经撰文赞扬恩珠仓·贡布扎西。
1964年，恩珠仓·贡布扎西去世。

## 傳記
恩珠倉·貢布扎西逝世後，他的姪兒Tamding Tsepel Andrugtsang編輯出版他的自傳，名為《四水六崗：西藏反抗運動的回憶》（Four Rivers, Six Ranges: Reminiscences of the Resistance Movement in Tibet），第十四世達賴喇嘛在序言中了讚揚貢布扎西的犧牲奉獻。他在書中留下的遺言是：「在我離開之前，我必須向四水六崗的領導講些話。你們都要在十四世達賴喇嘛的領導下身語意團結。你們在他的指導下，要一直以不動搖的決心為解放西藏而努力，即使犧牲自己的生命也在所不惜。西藏自由運動的火炬必須傳給年輕的一代，使其火焰繼續燃燒，為世人所知。」:115-116